# Phelipara affinis
Phelipara affinis là một loài bọ cánh cứng trong họ Cerambycidae.